# Chevrolet Code 130R
O Chevrolet Code 130R é um coupé e o novo conceito compacto da GM. Foi apresentado no salão em Detroit junto ao Tru 140S.